# 나주 강씨
나주 강씨(羅州 姜氏)는 전라남도 나주시를 본관으로 하는 한국의 성씨이다.

## 참고 자료
- 나주 강씨[깨진 링크(과거 내용 찾기)]